# Ochey
Ochey település Franciaországban, Meurthe-et-Moselle megyében. Lakosainak száma 522 fő (2022. január 1.). Ochey Allain, Bicqueley, Crézilles, Moutrot, Sexey-aux-Forges, Thuilley-aux-Groseilles és Viterne községekkel határos.

## Népesség
A település népességének változása:
| Lakosok száma | 520  | 521  | 523  | 518  | 520  | 522  | 524  | 523  | 522  |
|               | 2013 | 2015 | 2016 | 2017 | 2018 | 2019 | 2020 | 2021 | 2022 |